# Chaetopleura asperior
Chaetopleura asperior är en blötdjursart som först beskrevs av Carpenter in Pilsbry 1892.  Chaetopleura asperior ingår i släktet Chaetopleura och familjen Ischnochitonidae. Inga underarter finns listade i Catalogue of Life.